# Тронхеймс-фьорд
Тронхеймс-фьорд (норв. Trondheimsfjorden) — третий по протяжённости фьорд Норвегии (длина 130 км).

## География

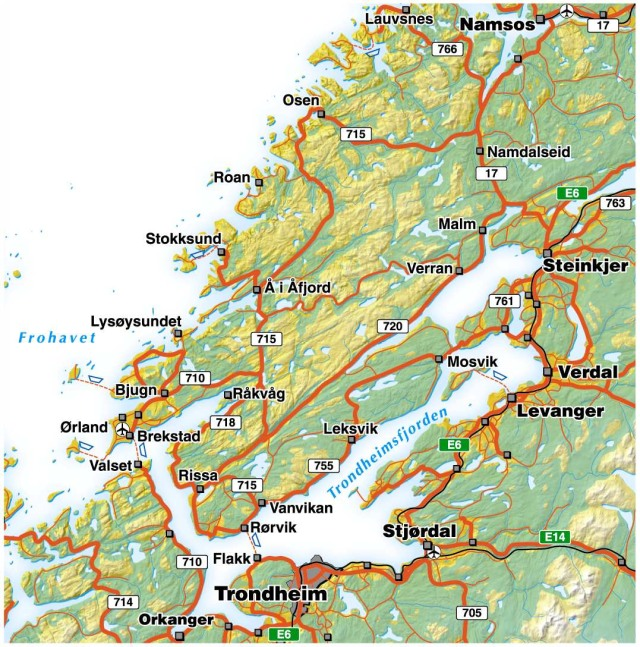
Карта Тронхеймс-фьорда

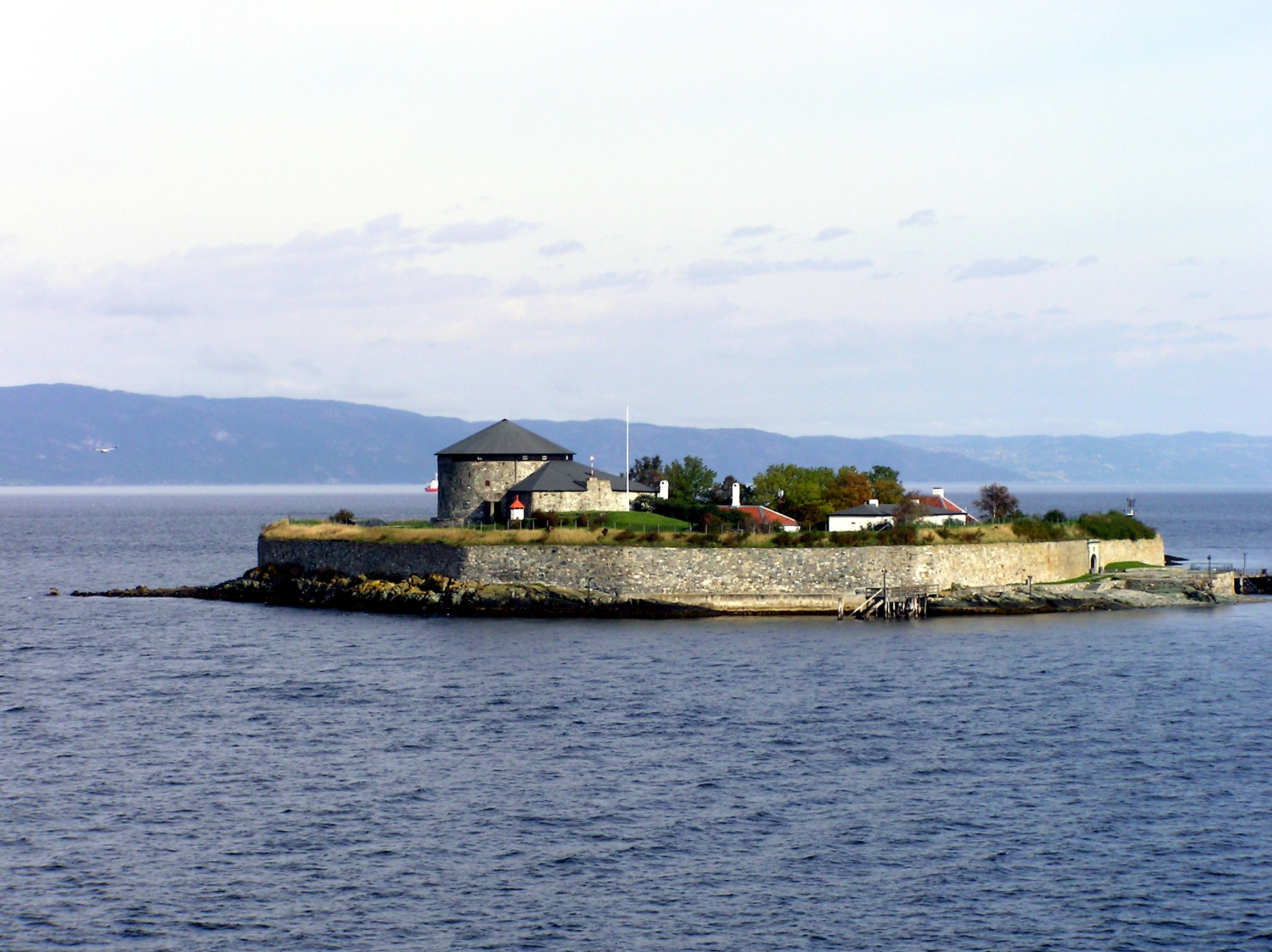
Остров Мункхолмен — «остров монахов»

Расположен в западной части центральной Норвегии и представляет собой залив Норвежского моря. Он протянулся от Эрланна на западе до Стейнхьера на севере. На берегу Тронхеймс-фьорда лежит город Тронхейм, в честь которого и назван фьорд. Самая глубокая точка фьорда — 617 метров, расположена на территории коммуны Агданес. Крупнейшие острова фьорда — Иттерёй (28 км²) и Тёутра (1,5 км²).
Напротив Тронхейма находится небольшой остров Мункхолмен, привлекающий туристов со всего мира своими достопримечательностями: бенедиктинский монастырь 1100-1537 годов, тюрьма 1680-1850 годов, укрепления 17-XIX веков и немецкая система противовоздушной обороны времён Второй мировой войны. На входе во фьорд расположены и другие, более мелкие острова.
Тронхеймс-фьорд был важным морским путём ещё во времена викингов и остаётся им и в наши дни.

## Промышленность в Тронхеймс-фьорде
На восточном и северном побережье Тронхеймс-фьорда расположены города Схёрдаль, Левангер и Стейнхьер. В коммуне Вердаль находятся верфи компании Aker Solutions, производящей тут платформы для добычи нефти и газа. В коммуне Рисса находится верфь, строящая круизные судна, как например 12-палубный «The World».

## Природа
Животный мир фьорда очень разнообразен. В водах Тронхеймс-фьорда обитает более 90 видов рыб, недалеко от Тронхейма расположилась колония кораллов Lophelia pertusa.
В Тронхеймс-фьорд впадает несколько крупных рек: Гёула, Нидельва, Схьёрдальсельва, Вердальсельва и Оркла — самая длинная (179 км) река Сёр-Трёнделага.
Низменность к востоку и к югу от фьорда является одной из лучших сельскохозяйственных областей страны. Гористый полуостров Фосен, расположенный на западе и северо-западе, является природной защитой от сильных ветров, обычных для прибрежных регионов.